# Kevin Guthrie
Kevin Guthrie, född 22 mars 1988 i Neilston, Skottland, är en brittisk skådespelare.
Kevin Guthrie föddes i Neilston. Han spelade Ally i Sunshine on Leith 2013 och Ewan i Terence Davies film Sunset Song från 2015. I Fantastiska vidunder och var man hittar dem (2016) gestaltar han Abernathy.